# Komijská republika
Komi, plným názvem Komijská republika nebo Republika Komi (rusky Респу́блика Ко́ми, komijsky Коми Республика), je jedna z autonomních republik v rámci Ruské federace. Rozkládá se na severovýchodě evropské části Ruska, z východu je ohraničena pohořím Ural. Největšími řekami jsou Pečora a Vyčegda. S rozlohou 416 800 km² je největším subjektem Severozápadního federálního okruhu a 10. největším správním celkem celého Ruska.
V republice žije přibližně 715 tisíc obyvatel, z nichž čtvrtinu tvoří příslušníci národa Komijců, zbytek zejména Rusové. Hlavním městem je Syktyvkar s 230 000 obyvateli.

## Historie
Autonomní oblast Komi (též nazývána Zyrjanská AO nebo Komisko-Zyrjanská AO) byla ustanovena 21. srpna 1921, jako součást RSFSR. 5. prosince 1936 byla autonomní oblast transformována na Komiskou ASSR.
14. května 1991 byla Komiská ASSR transformována na Komiskou SSR.
12. ledna 1993 byla země přejmenována na Komijskou republiku.

## Symboly

### Vlajka
Komijská vlajka je tvořena listem o poměru stran 2:3 se třemi vodorovnými pruhy, modrým, zeleným a bílým.

## Sídla
V níže uvedené tabulce jsou zaznamenána sídla s více než 5000 obyvateli (odhad k 1. lednu 2008). Města jsou vyznačena tučně, běžným písmem jsou uvedena sídla městského typu.
| Název města               | Počet obyvatel (v tis.) | Název města                       | Počet obyvatel (v tis.) |
| ------------------------- | ----------------------- | --------------------------------- | ----------------------- |
| Syktyvkar (Сыктывкар)     | 231,0                   | Mikuň (Микунь)                    | 10,9                    |
| Uchta (Ухта)              | 103,4                   | Vylgort (Выльгорт)                | 10,2 (2003)             |
| Vorkuta (Воркута)         | 74,3                    | Žešart (Жешарт)                   | 9,5                     |
| Pečora (Печора)           | 46,7                    | Jarega (Ярега)                    | 8,5                     |
| Usinsk (Усинск)           | 44,1                    | Krasnozatonskij (Краснозатонский) | 8,3                     |
| Inta (Инта)               | 35,2                    | Troicko-Pečorsk (Троицко-Печорск) | 8,2                     |
| Sosnogorsk (Сосногорск)   | 28,4                    | Vizinga (Визинга)                 | 7,1 (2003)              |
| Vorgašor (Воргашор)       | 19,3                    | Vodnyj (Водный)                   | 6,7                     |
| Jemva (Емва)              | 14,8                    | Objačevo (Объячево)               | 5,8 (2003)              |
| Severnyj (Северный)       | 14,1                    | Usť-Kulom (Усть-Кулом)            | 5,5 (2003)              |
| Vuktyl (Вуктыл)           | 13,3                    | Usogorsk (Усогорск)               | 5,2                     |
| Nižnij Oděs (Нижний Одес) | 11,3                    | Usť-Cilma (Усть-Цильма)           | 5,1 (2003)              |

Dne 2. února 2022 spustila ruská vláda program Hektar v Arktidě, kdy nabízí svým občanům hektar půdy zdarma pro přesídlení, rozvoj ekoturistiky, zemědělství apod. Pozemek je nabízen na pět let bez placení, následně si jej budou ruští občané moci koupit, pronajmout a nebo vrátit. Rusko si od toho slibuje příliv nových lidí do arktických oblastí. Jednou z určených oblastí je právě Komijská republika.